# Raiden (Metal Gear)
Raiden (il cui vero nome è Jack) è un personaggio della serie videoludica Metal Gear, ideata da Hideo Kojima. Appare anche come personaggio giocabile nello spin-off Metal Gear Online e in PlayStation All-Stars Battle Royale.

## Biografia
Jack nasce in Liberia e a partire dall'età di soli sei anni partecipa alla guerra civile negli anni ottanta, passando a 10 anni al comando della cosiddetta unità dei ragazzini, facendosi conoscere come Demone Bianco e Jack lo squartatore fino a quando non viene recuperato da una ONG che raccoglie bambini-soldato, cercando di offrirgli una sistemazione migliore negli Stati Uniti.

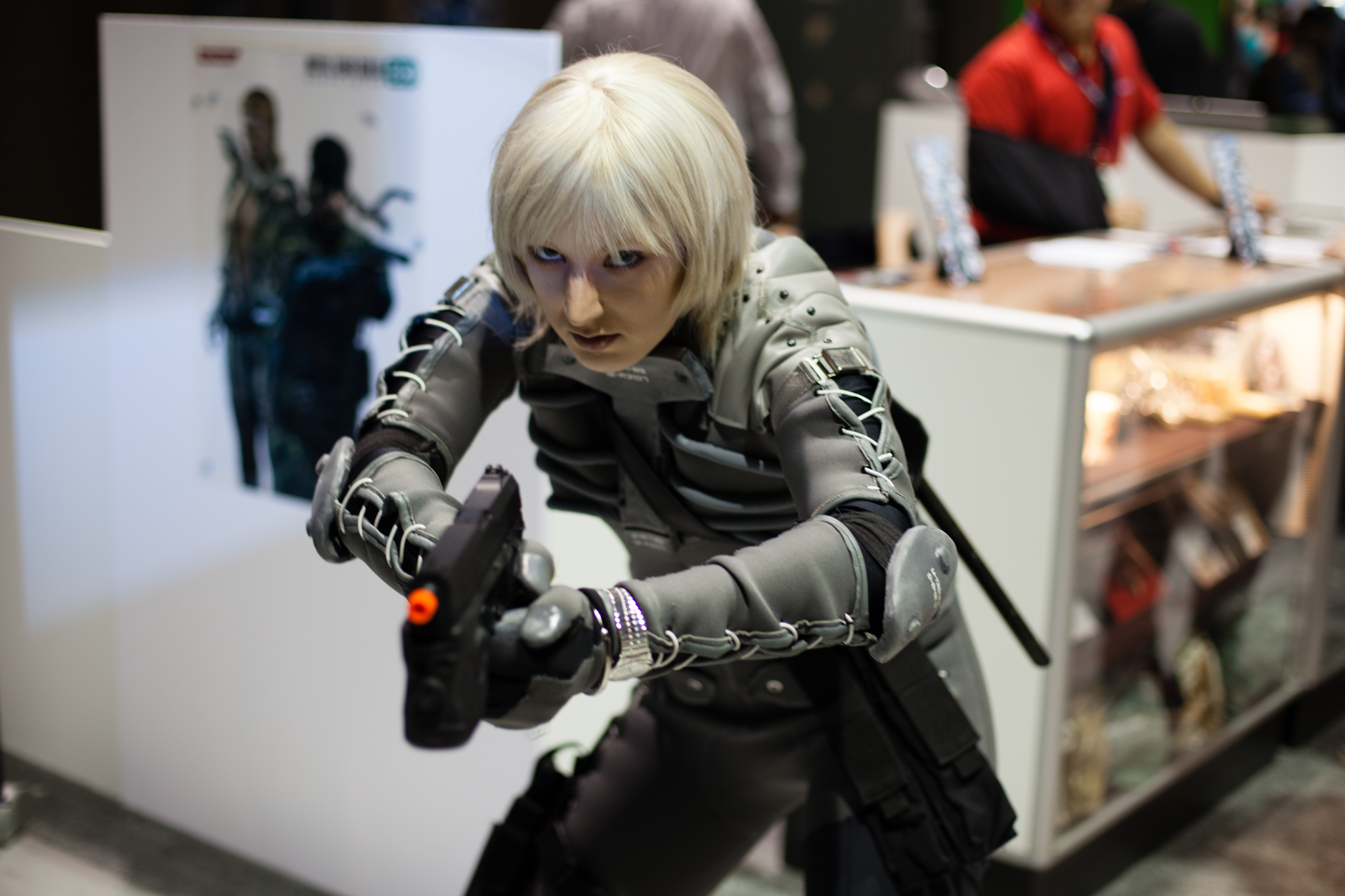
Cosplayer di Raiden in Metal Gear Solid 2

L'esistenza di Raiden è suggerita nel gioco per Game Boy Color non canonico Metal Gear: Ghost Babel, dove si rivela essere colui che ha completato le missioni in realtà virtuale di quel gioco. 
Raiden fa la sua prima apparizione fisica nel secondo episodio della saga di Metal Gear Solid, Sons of Liberty. In questo episodio il giovane Jack, appartenente al gruppo di forze speciali FOXHOUND, viene inviato sulla Big Shell (impianto di stoccaggio e raffinazione del petrolio al largo di New York) con il nome in codice di Snake, che verrà successivamente sostituito con Raiden. L'obiettivo di Raiden è salvare il presidente degli Stati Uniti che è sotto cattura dei terroristi noti come Dead Cell.
Sulla Big Shell, Raiden incontra Solidus Snake, clone anch'egli di Big Boss, come Liquid e Solid Snake, che Raiden incontrerà con il fidato amico e scienziato Otacon.
Scoprirà poi che proprio Solidus aveva ucciso i suoi genitori e che il suo nome in codice, Raiden, deriva dall'omonimo caccia giapponese della 2ª guerra mondiale, dato il suo vero nome. Alla fine i due si sfideranno in una battaglia all'ultimo sangue dall'alto della Federal Hall a Manhattan, dove Raiden ne uscirà vincitore uccidendo Solidus.
Dopo l'incidente della Big Shell, Raiden decide di cercare Sunny, figlia di Olga Gurlukovich, che è stata rapita dai Patriots. Raiden riesce a trovarla e a consegnarla a Snake. Dopo questo fatto, nelle vicende fra la fine di Metal Gear Solid 2: Sons of Liberty e l'inizio di Metal Gear Solid 4: Guns of the Patriots (quattro anni) non si conosce nulla.
Riappare in Metal Gear Solid 4: Guns of the Patriots, sotto l'aspetto di un cyborg ninja (tutto ciò che ha ancora di umano è racchiuso nella testa e nella sola spina dorsale). Durante il corso della storia si sfida per due volte contro il vecchio nemico Vamp, apparentemente immortale, che comunque verrà eliminato per sempre durante il ritorno sull'isola di Shadow Moses. In quest'ultima location Raiden salva Solid Snake dalla morte certa, ma perde entrambe le braccia. Nel finale lo vediamo coprire le spalle all'eroe Snake, brandendo la sua spada con la bocca e sgominando un gruppo di FROGS (gruppo d'élite dell'esercito privato di Liquid Ocelot).
Alla fine, Raiden incontra sua moglie Rose che gli presenta loro figlio, il piccolo John. Questi era stato tenuto all'oscuro di Raiden per potergli far concludere senza preoccupazione la sua missione. Nel finale la famiglia si riunisce nell'ospedale in cui troviamo Raiden convalescente e con un nuovo esoscheletro dall'aspetto vagamente umano (resta comunque un corpo artificiale, basti osservare il codice a barre o le varie giunture lungo tutto il corpo). Rose e il figlio tuttavia non sembrano darvi alcun peso, mostrandosi invece felici che Raiden sia vivo e che siano tornati ad essere una famiglia.

## Character design
Stando alle parole di Hideo Kojima, la decisione di creare un nuovo personaggio protagonista per il secondo capitolo della serie fu presa al fine di sviluppare ulteriormente la personalità di Solid Snake tramite una visione esterna che fosse più "oggettiva" di quella che aveva avuto l'audience fino ad allora. Ispirandosi alle storie di Doyle in cui la narratore è il personaggio del Dr. Watson, immedesimandosi in Raiden, il "novellino", il videogiocatore avrebbe potuto avere una percezione più a tutto tondo di Solid Snake. La relazione con Rosemary è un calco del rapporto tra Jack e Rose, i due protagonisti di Titanic interpretati da Leonardo DiCaprio e Kate Winslet. Visto che avrebbe dovuto essere un personaggio nuovo, Kojima voleva risaltasse sin dall'aspetto fisico: così gli diedero i capelli biondo platino e delle movenze androgine per differenziarlo dal rude e anziano Snake.

## Parodia inSnake Eater
In Metal Gear Solid 3: Snake Eater appare un personaggio, il maggiore Ivan Raidenovitch Raikov, amico intimo di Volgin, che ha le sembianze di Raiden. Oltre a questa similitudine, è impossibile non notare la presenza del nome "Raiden" nel secondo nome del Maggiore: "Raidenovitch". Inoltre è patronimico, e secondo la tradizione della cultura russa, significa letteralmente "Figlio di Raiden". Se all'inizio di una nuova partita si seleziona Mi piace Metal Gear Solid 2!, si attiva un easter egg in cui Snake indossa la maschera che utilizzerà per camuffarsi da Ivan. Inoltre, nel secondo disco di Metal Gear Solid 3: Subsistence, è possibile sbloccare un video-parodia realizzato dagli sviluppatori chiamato Metal Gear Raiden: Snake Ereaser: Raiden viaggia nel tempo con l'intento di uccidere Big Boss e impedirne la nascita del figlio, per diventare il protagonista dell'intera serie. Tuttavia, fallendo con una moltitudine di situazioni ironiche, Raiden viene più volte confuso da Volgin con il maggiore Ivan.
Secondo una teoria dei fan, Raikov è il vero agente Eva, che disertò assieme ad Adam (Ocelot) in russia. Questo proprio per il fatto che a Naked Snake venga assegnata la maschera di Raiden creata da Sigint per prendere il suo aspetto di agente infiltrato, ed infiltrarsi a sua volta (come avviene nel gioco stesso a Groznyj Grad)

## Personaggio inRising
Nel 2013 esce Metal Gear Rising: Revengeance, ambientato quattro anni dopo Metal Gear Solid 4: Guns of the Patriots, dove il protagonista è di nuovo Raiden, divenuto un agente per una compagnia militare privata, la Maverick Security Consulting Inc. Mentre fa da guardia del corpo al Primo Ministro N'Mani, in Africa, la scorta viene attaccata da un cyborg spadaccino samurai, da altri cyborg, dal loro capo, Sundowner, e da un loro Metal Gear RAY. Raiden distrugge il Metal Gear e insegue Sundowner (con il Ministro in ostaggio) su un trasporto ferroviario merci, dove lo vede uccidere il Ministro e viene fermato dal cyborg samurai che dopo un lungo combattimento riesce a distrarre Raiden, riguardo all'utilizzo della sua spada come uno strumento di giustizia e non come un'arma, e gli distrugge l'occhio e il braccio sinistro. Nelle sue condizioni Raiden sembra spacciato quando viene salvato da Boris che mette in fuga il cyborg a bordo di un eliplano, lasciando Raiden con un forte sentimento di vendetta nei suoi confronti.
Alcune settimane dopo Raiden con un corpo nuovo e più forte, scoperti chi sono i mercenari, tra i quali colui che lo ha ferito, Samuel "Jetstream" Sam, è costretto ad intervenire in Abcasia per impedire un colpo di Stato dell'estremista Andrey Dolzaev aiutato da una PMC responsabile di diversi attacchi terroristici di nome Desperado Enforcement LLC. e in particolare da una cyborg di nome Mistral. Durante il percorso verso la raffineria, luogo dove si trovano Dolzaev e Mistral, si scontra con un robot della Desperado, dall'aspetto canino e con un'intelligenza artificiale sviluppata in grado di apprendere. Arriva dunque alla raffineria, dove però incontra solo Mistral. Già tramite i suoi discorsi Jack capisce che i piani della Desperado sono quelli di trasformare il mondo in un luogo dove il più forte ha la supremazia e può ottenere il potere combattendo per le proprie motivazioni. Dopo averla sconfitta in un feroce combattimento, Raiden assiste al suicidio di Dolzaev, che si fa saltare in aria assieme alla raffineria che osteggiava poiché impoveriva l'Abcasia visto che era di proprietà russa. La Maverick riesce a recuperare anche il robot canino della Desperado, distrutto da Raiden, in modo da riprogrammarlo come alleato di Raiden per le future missioni assegnandogli il nome Bladewolf; con il proseguire della storia, i due si capiranno a vicenda.
Seguendo le tracce della Desperado, Raiden cerca di infiltrarsi in dei laboratori a Guadalajara in Messico, dove incontra un orfano rapito che era riuscito a fuggire, di nome George, e viene a sapere che i piani della Desperado e di un'altra PMC alleata chiamata World Marshal coinvolgono il senatore del Colorado Steven Armstrong e consistono nell'estrarre i cervelli di bambini orfani rapiti dalle strade dei paesi più poveri per impiantarli in cyborg dopo un addestramento virtuale, lo stesso a cui era stato sottoposto Raiden da bambino in Liberia e progettato da Solidus Snake. Proprio mentre Raiden sta per salvare i bambini superstiti, George viene ripreso da un ricercatore dell'azienda il quale dice a Raiden che se avesse rotto il vetro lui avrebbe ucciso George. George però si fa coraggio e dice a Raiden di non preoccuparsi per lui e di uccidere l'uomo. Dopo queste parole Raiden taglia in due sia il tizio che George, i cui resti del corpo non tagliato vengono portati a Doktor che, dopo aver messo al sicuro i cervelli, gli innesta delle protesi cibernetiche. Jack decide di dimettersi dalla Maverick, perché così non coinvolgerà anche loro con la Marshall, la quale continua a supportarlo in via non ufficiale, per poter far irruzione illegalmente nella sede centrale della Marshal a Denver. Raiden si trova costretto ad uccidere altri cyborg sia appartenenti alla Desperado che alla polizia e questo scatena in lui un forte rimorso mosso dalle parole di Samuel in quanto per il suo scopo di salvare i più deboli sembra essere sceso a compromessi con l'assassinare persone che per lo più dopo essere state mutilate o aver sofferto per poter lavorare si erano fatte trasformare in cyborg e avevano cominciato a combattere per una causa che non li riguardava nemmeno. Raiden, sentendo i pensieri dei cyborg, inibiti grazie alle nanomacchine, ha un forte attacco mentale, ma riesce a sopravvivere e arriva anche Bladewolf che gli intima, nel suo stato, di non combattere e arrivare al palazzo della World Marshal. Lì Raiden incontra sia Samuel che Monsoon, un altro cyborg al comando della Desperado, il quale gli rinfaccia che la guerra è un cattivo genitore ma un'ottima insegnante: entrambi, infatti, hanno percorso strade simili ma alla fine diverse. Mentre Monsoon traeva piacere ad uccidere perché per lui era nella sua natura, Raiden ha cercato di giustificare le sue azioni con la giustizia. Raiden, una volta conscio di questo, rivela a tutti i presenti lì che sapeva che nelle sue azioni c'era qualcosa di sbagliato, e che i suoi amici e la sua famiglia lo avevano aiutato a dimenticare il "diavolo" dentro, ma dopo che Samuel e Monsoon gli hanno fatto capire le cose fa emergere la sua vera natura: Jack lo Squartatore si risveglia dentro di lui e la sua sete di sangue e piacere nell'uccidere gli conferiscono la forza per uccidere crudelmente sia i cyborg presenti che Monsoon, mentre Samuel se ne va su ordine dello stesso Monsoon. Procedendo scopre un intero laboratorio pieno di cervelli estratti da bambini e che vengono sottoposti ad un addestramento virtuale pieno di violenza mentre i recettori del piacere vengono stimolati e vista l'assenza di precetti morali tipica degli adulti risultano facilmente manipolabili. L'intento della Marshal è quello di far prosperare le guerre in modo da vendere al miglior offrente i loro cyborg atroci e senza pietà. Jack distrugge anche Sundowner, ma prima di essere sconfitto rivela che presto la guerra sarà inevitabile visto quello che accadrà ed è chiaro che è stato progettato un attacco terroristico imminente al presidente degli Stati Uniti d'America in visita in Pakistan che farà ricadere la colpa sul paese ospitante. Doktor preleva tutti i cervelli mentre Raiden cerca in tutti i modi di raggiungere la base della compagnia Solis dove può prendere un velivolo in grado di portarlo in Pakistan in circa mezz'ora progettato da Sunny, la figlia di Olga Gurlukovich salvata dopo gli eventi di Sons of Liberty. Lungo la strada viene fermato da Samuel in compagnia di Bladewolf che invece di attaccare direttamente la base di Solis senza difese preferisce un ultimo scontro d'onore con Raiden dove viene ucciso. Raiden quindi riesce ad arrivare in Pakistan dove Armstrong lo aspetta in una base militare con un Metal Gear Excelsus e gli svela i piani suoi e della Desperado e cioè che solo la morte dei soldati americani là, ormai già diffusa sul web e spacciata per un attentato fallito al presidente in visita, scatenerà un'altra guerra non reale ma di terrore che favorirà l'industria bellica americana come quella dopo l'11 settembre 2001. Nonostante ciò il loro vero intento non è avido ma è quello di ripulire gli Stati Uniti d'America dalla corruzione e dalla burocrazia restituendo il potere alla gente in uno Stato ricostituito dove però i deboli vengono eliminati e i forti invece prosperano rendendo gli Stati Uniti d'America ancora competitivi nel mondo. Armstrong vuole eliminare i conflitti provocati dalla necessità di petrolio o denaro in modo che poi ognuno combatta per quello in cui crede. Per far ciò vuole essere eletto come prossimo presidente sfruttando il giro d'affari assicurato dalla paura di attentati terroristici.
Per compiere il suo piano Armstrong cerca di ucciderlo ma con il Metal Gear fallisce miseramente. Allora rivela a Raiden che nel suo corpo ha delle nanomacchine che lo rendono quasi indistruttibile e riesce quasi a finirlo quando Bladewolf consegna a Jack la spada di Sam che recentemente aveva cominciato a dubitare della propria ideologia e aveva pianificato che in caso di sua sconfitta Bladewolf avrebbe dovuto consegnare la sua arma a Raiden rivelatosi più forte e quindi più meritevole di portare avanti le proprie volontà sulla tutela dei deboli.
Raiden, resuscitato di nuovo in lui Jack lo Squartatore e usando la spada ad alte frequenze di Sam, sconfigge il senatore e gli strappa il cuore e lo distrugge. Prima di spirare però Armstrong gli dice che può continuare a seguire la sua strada, usando le sue regole, ma che non deve vacillare di fronte a niente, neanche se costasse la vita di altre persone.
Raiden decide di non tornare al servizio della Maverick ma continua a combattere convinto in qualche modo dalle ultime parole di Armstrong che le guerre dovute a cause così materiali debbano finire ma comunque consapevole dell'importanza della tutela dei più deboli. Nell'ultima scena lo vediamo che comincia a combattere contro i soldati della World Marshall e mentre estrae la sua spada sorride diabolicamente.

## Equipaggiamento e abilità
MGS2 e MGS4
Fin da quando era bambino, alla tenera età di soli sei anni, Jack divenne un bambino-soldato molto temuto e pericoloso, con il nome non del tutto casuale di Jack lo Squartatore; ciò gli ha permesso di essere molto più forte di qualunque altro nei combattimenti corpo a corpo. Anche senza armi è letale perché conosce lo Huquan, lo stile della tigre del kung fu. In Metal Gear Solid 2 utilizza una Suit Skull di gomma in modo da restare asciutto sott'acqua, grazie alla quale riesce ad arrivare sulla Big Shell. In Metal Gear Solid 4 diventa un cyborg ninja e le sue già eccellenti doti di combattente aumentano considerevolmente, e la sua arma primaria diventa una spada a una lama in grado di tagliare anche i materiali più duri.
Revengeance
In Metal Gear Rising: Revengeance l'armatura cyborg viene sostituita con un'altra nera, provvista di lame sulle spalle, di parabracci e di una maschera termica; inoltre è in grado di assorbire le nanomacchine riparatrici dei nemici. Durante la primissima parte del gioco, Raiden ha un corpo meccanico simile a quello di Guns of the Patriots, capace di sollevare grandi pesi e di correre sui muri. Dopo lo scontro con Jetstream Sam, Raiden perde un braccio e l'occhio sinistro, ma i potenziamenti cyborg sostituiranno le parti mancanti. Il corpo di Raiden non gli fa provare dolore, ma quando gli inibitori vengono disattivati diventa un assassino sadico e violento, e il suo corpo si colora di rosso cremisi. Il dolore spinge le potenzialità combattive di Raiden addirittura oltre, rendendolo ancora più pericoloso. In questi momenti di ferocia ricorda agli sventurati avversari che il suo soprannome era "Jack lo Squartatore" per poi ucciderli. L'esoscheletro di Raiden aumenta in maniera spropositata la sua forza fisica, permettendogli di lanciare in aria un Metal Gear RAY senza grande sforzo. Può inoltre entrare in una modalità chiamata Zendatsu, che riduce la sua percezione del tempo fino al 90%. Raiden è un combattente temibile, ma tutt'altro che invincibile: quando combatte per lunghi periodi si affida alle nanomacchine che raccoglie dai nemici per "ricaricarsi" e il suo sangue è sintetico, e deve essere cambiato periodicamente come l'olio di una macchina.